# Shant Sargsian
Shant ou Šant Sargsian est un joueur d'échecs arménien né le 27 janvier 2002.
Au 1er décembre 2019, il est le 14e joueur arménien et le 18e junior mondial avec un classement Elo de 2 601 points.

## Biographie et carrière
Shant Sargsian remporta le championnat du monde des moins de seize ans en 2018. Il finit 4e-5e du 78e championnat  arménien en 2018.
En 2019, il remporte le mémorial Karen Asrian en juin, puis finit 1er-2e de la coupe de Batoumi, puis gagne, en août l'open Eurasia à Iekaterinbourg, ex æquo avec Vitaly Kunin, puis la ligue supérieure du 80e championnat d'Arménie avec 11 points sur 13.
Il obtient le titre de grand maître international en 2019 et remporte en octobre la médaille d'argent au championnat du monde des moins de 18 ans et au championnat du monde d'échecs junior de 2019 avec 8,5 points marqués en onze parties dans les deux compétitions.
Lors de la Coupe du monde d'échecs 2021, Sargsian battit le Vénézuélien Pedro Martinez Reyes au premier tour, puis perdit face à l'Azerbaïdjanais Nidjat Abassov au deuxième tour.